# Pauperhaugh
Pauperhaugh är en ort i civil parish Brinkburn, i grevskapet Northumberland i England. Orten är belägen 17 km från Morpeth. Pauperhaugh var en civil parish 1866–1889 när det uppgick i Raw. Civil parish hade 40 invånare år 1881.